# Giorgio Gambin
Giorgio Gambin (Merlara, 6 agosto 1948) è un allenatore di calcio ed ex calciatore italiano, di ruolo attaccante.

## Caratteristiche tecniche
Ha ricoperto tutti i ruoli dell'attacco: è stato impiegato come centravanti, ala e mezzala.

## Carriera
Cresciuto nelle giovanili del Legnago, nel 1966 passa alla SPAL, dove rimane fino al 1974 alternando la militanza nella formazione estense con numerosi prestiti. Nel 1967 è all'Empoli; l'anno successivo rientra a Ferrara, e in questa stagione esordisce in Serie B.
Nella stagione 1969-1970 passa in prestito al Siena, in Serie C: disputa una stagione da titolare nel ruolo di ala, realizzando 10 reti in 36 partite. Torna poi alla SPAL per un'altra stagione, questa volta in Serie C, e nelle due annate successive va in prestito al Giulianova e al Bellaria. Con i romagnoli realizza 23 reti (record personale) nel campionato di Serie D 1972-1973, ma la promozione sfuma allo spareggio contro il Riccione.
Nel 1973 viene ripreso per l'ennesima volta dalla SPAL: disputa un campionato come rincalzo, realizzando anche 3 reti. A fine stagione viene ceduto definitivamente al Brindisi, sempre in Serie B, ma già in ottobre passa al Piacenza allenato dal suo maestro Giovan Battista Fabbri che lo aveva avuto nella SPAL. Impiegato come mezzala (in un attacco che comprende anche Bruno Zanolla e Natalino Gottardo), realizza 13 reti, e contribuisce alla promozione in Serie B; nella stagione successiva il Piacenza retrocede, nonostante le 8 reti di Gambin che risulta essere il capocannoniere della squadra.
Dopo un'ulteriore stagione nel Piacenza, nel 1977 viene acquistato dal Rimini, tornando a militare in Serie B. L'anno successivo accetta una doppia discesa di categoria, trasferendosi al Fano, in Serie C2, e con i marchigiani vince il campionato ottenendo la promozione in C1. Dopo aver militato anche nel Francavilla e nel Mantova, in Serie C1, chiude la carriera con un'annata nella Vigor Senigallia (Serie C2) e una nel Giorgione in Interregionale.
Ha totalizzato 80 presenze e 16 reti in Serie B.

## Dopo il ritiro
Dopo una breve esperienza da allenatore nel Legnago, lascia temporaneamente il mondo del calcio aprendo un negozio di articoli sportivi a Merlara. Nel 1988 il suo ex compagno al Piacenza Mario Manera lo chiama per assumere il ruolo di allenatore in seconda del Lanerossi Vicenza, al fianco di Ernesto Galli.
Stabilitosi a Ferrara, ha allenato i dilettanti del Pontelagoscuro e dell'Ugo Costa Cassana; in seguito è tornato al Pontelagoscuro per occuparsi del settore giovanile. È opinionista televisivo e capitano della Master Spal, formazione di ex giocatori della squadra ferrarese allenata da Fabbri e impegnata in esibizioni di beneficenza.

## Palmarès
- Campionato italiano Serie C: 1

Piacenza: 1974-1975
- Campionato italiano Serie C2: 1

Fano: 1978-1979